# Frederick Freake
Sir Frederick Charles Maitland Freake, 3ª Baronet (Botley, 07 de março de 1876 - Moreton-in-Marsh, 22 de dezembro de 1950) foi um jogador de pólo inglês.
Freake estudou no Magdalene College, Cambridge.
Ele participou do torneio de pólo da II Olimpíada de Paris em 1900. Sua equipe, a Anglo-American BLO Polo Club Rugby, ganhou a medalha de prata.
Freake também participou do torneio de pólo do IV Olimpíada em Londres em 1908. Sua equipe, o britânico Hurlingham Club, ganhou a medalha de prata depois de perder um único jogo.